# El nacimiento de la tragedia desde el espíritu de la música
El nacimiento de la tragedia desde el espíritu de la música (título original en alemán: Die Geburt der Tragödie aus dem Geiste der Musik) es un libro escrito entre 1871 y 1872 por el filósofo alemán Friedrich Wilhelm Nietzsche. El libro fue reeditado en 1886 bajo el título El nacimiento de la tragedia o Helenismo y pesimismo (Die Geburt der Tragödie, Oder: Griechentum und Pessimismus).
Es la primera obra del filósofo alemán. En este libro, controvertido en su tiempo, no solo expone de forma sistemática el contenido de su estudio de los griegos, sino que también empieza a moldear su filosofía, que ya estaba influida por los pensamientos de Arthur Schopenhauer y por la música de Richard Wagner. Este texto que es un híbrido entre filosofía y filología, razón por la cual el propio Nietzsche lo calificó de «centauro», trata del nacimiento de la tragedia ática, de los motivos estéticos que la inspiraron y de las causas de su desaparición. En sentido nietzscheano, el objetivo de este libro es explicar la interpretación de la tragedia en la antigua Grecia, que difiere del concepto contemporáneo de la misma.
La helenista británica Jane Ellen Harrison, en su autobiografía Reminiscences of a Student's Life (1925), mencionó El nacimiento de la tragedia como una influencia decisiva en su obra.

## Estructura de la obra
La obra desarrolla la tesis según la cual dos grandes fuerzas opuestas gobiernan el arte: la fuerza dionisíaca y la fuerza apolínea. Estas dos fuerzas, otrora unidas en la tragedia griega, fueron separadas por el triunfo de la racionalidad con Eurípides y Sócrates. Nietzsche tenía la esperanza de reencontrar esa antigua unión en la música de Richard Wagner, a quien por cierto dedicó esta obra.

Mucho es lo que habremos ganado para la ciencia estética cuando hayamos llegado no sólo a la intelección lógica, sino a la seguridad inmediata de la intuición de que el desarrollo del arte está ligado a la duplicidad de lo apolíneo y de lo dionisíaco: de modo similar en el que la dualidad de los sexos engendra vida, y en el que entre estos la lucha es constante y la reconciliación se efectúa sólo periódicamente.

## Génesis y composición
El nacimiento de la tragedia formaba parte de un proyecto mucho más vasto, iniciado alrededor de marzo de 1870, resultado de una investigación sobre la civilización griega; investigación que, después de Friedrich Schlegel, fue considerada como un todo.
No obstante, los materiales utilizados datan de aún más atrás, ya que las reflexiones de Nietzsche sobre el teatro y la música se encuentran también en los fragmentos póstumos de 1869. Durante la elaboración de la obra, surgen otros textos como «El Estado griego», «Sócrates y la tragedia» (correspondiente a los capítulos 8-15) y «La visión dionisíaca del mundo». También surgen «El drama musical griego» y de nuevo «Sócrates y la tragedia», que serán conferencias dadas el 18 de enero y el 1 de febrero de 1870 en Basilea.
La obra resulta de una primera redacción en febrero de 1871 y de una segunda en marzo del mismo año. Los últimos capítulos son añadidos entre noviembre y diciembre del mismo año. El texto final se compone de una dedicatoria a Richard Wagner y de 25 capítulos. El libro se publica en diciembre de 1871 (aunque la cubierta lleve el año 1872) en Leipzig con el editor Ernst Wilhelm Fritzsch. Una segunda edición se prepara en 1874 y se publica en 1878 con otro editor, Ernst Schmeitzner.
En la edición de 1886 se agrega el «Ensayo de autocrítica», ensayo en el cual Nietzsche destaca el carácter prematuro y frenético de su primer libro; así pues, el subtítulo en esta edición es cambiado por Helenismo y pesimismo.
El libro se divide en:
- Ensayo de autocrítica
- Prólogo a Richard Wagner.
- El propio texto, dividido en 25 secciones.
- Escritos preparatorios de la obra, que son:
  - «El drama musical griego»
  - «Sócrates y la tragedia»
  - «La visión dionisíaca del mundo».

## Autocrítica
La autocrítica formula la pertinencia de este escrito; en este ensayo Nietzsche trata de subrayar el carácter prematuro y desatinado de su primera obra, en cuya nueva edición el subtítulo del libro se transforma en Helenismo y pesimismo. Sea cual fuese la belleza o rigor de esta filosofía estaba el que, por medio de autores como Schopenhauer, había él tenido acercamiento a la filosofía de la India y, en específico, el pesimismo estaba alimentado un poco con la crítica a la situación alemana de la época. Tanto la tragedia griega como la tragedia del momento alemán eran totalmente distintas. No solo no compartían la raíz que era la propia palabra «tragedia» en el rigor antiguo sino que en el siglo XIX, según el propio Nietzsche, la tragedia era vista como algo triste y que debía evitarse, ya que causaba crisis sobre aquellos en los que caía. En contraste, la tragedia griega no estaba solo en lo apolíneo, sino también en lo dionisíaco, en una especie de éxtasis de los sentidos y en el nacimiento del teatro como forma de expresión de aquellos sentidos. De lo anterior se desprende que la música como arte cultivado en la cultura griega fue llevada a sus extremos y servía tanto para los «buenos», como para los «malos».

Dicho una vez más, hoy es para mí un libro imposible — lo encuentro mal escrito, torpe, penoso, frenético de imágenes y confuso a causa de ellas, sentimental, acá y allá azucarado hasta lo femenino, desigual en el tempo [ritmo], sin voluntad de limpieza lógica, muy convencido, y por ello, eximiéndose de dar demostraciones, desconfiando incluso de la pertinencia de dar demostraciones, como un libro para iniciados, como una «música» para aquellos que han sido bautizados en la música, que desde el comienzo de las cosas están ligados por experiencias artísticas comunes y raras... un libro altanero y entusiasta, que de antemano se cierra al profanum vulgus [vulgo profano] de los «cultos» más aún que al «pueblo», pero que, como su influjo demostró y demuestra, tiene que ser también bastante experto en buscar sus compañeros de entusiasmo y en atraerlos hacia nuevos senderos ocultos y hacia nuevas pistas de baile.

## Prólogo a Wagner
Es necesario recalcar que, pese a que ciertas traducciones titulan la obra El origen de la tragedia, la traducción correcta es El nacimiento de la tragedia; ya que Nietzsche, al contrario de lo que se esperaba de él en los círculos filológicos de la época, no pretende escribir un ensayo mostrando las fechas y datos concretos que dieron lugar a las primeras formas de tragedia en Grecia, sino explicar bajo qué circunstancias se dio su nacimiento mediante conceptos filosóficos y un lenguaje poético alejado de la tradición de los estudios filológicos.
El prólogo a Wagner tiene mucho que ver entonces con el desarrollo de la música como arte y, sobre todo, como forma de expresión de la cultura griega. El nacimiento de la tragedia no es un título aleatorio, es un título que ya de por sí daba un panorama al lector sobre los posibles cambios que podían producirse durante el siglo XIX y siguientes, el desencantamiento del mundo y, sobre todo, el renacer de las artes con la música.

## Argumentos principales
Tanto Nietzsche como los comentadores han señalado el carácter «imposible» de la obra, que califican de muy obscura y de la cual, dicen, es muy difícil desprender una organización precisa. Sin embargo, Nietzsche logra exponer los temas y cuestiones principales que sobresalen de manera sutil: los griegos, que figuran clásicamente como un pueblo feliz y sereno, necesitaron de la tragedia; su exuberancia y demasía de vitalidad parece ligada intrínsecamente a un pesimismo que en la tragedia se manifiesta como una búsqueda de lo terrible, búsqueda que coexiste con una tácita necesidad por lo horrible. De esta manera Nietzsche se pregunta: ¿por qué este arte griego? ¿por qué la tragedia? y ¿qué es el espíritu dionisíaco?
Según Aaron Ridley, los temas abordados por Nietzsche en el Nacimiento de la Tragedia están distribuidos de forma concéntrica: en el centro se sitúa la individualidad del hombre, su existencia separada, que no es más que una ilusión apolínea. Esta ilusión es desenmascarada en la tragedia, gracias a la cual las dos fuerzas estéticas apolínea y dionisíaca, se encuentran yuxtapuestas. Por medio de la tragedia el individuo se halla frente a frente con el pensamiento trágico, que es la quintaesencia de su existencia.

### Origen musical de la tragedia
Para Nietzsche, es a partir de la música que la tragedia se origina y se comprende realmente. Parafraseando a Schopenhauer en su idea de que la música es una afirmación de la vida, una expresión de un primitivo y universal afán de vida; el autor deja nacer el arte dramático a partir de los cantos rudimentarios en honor a Dioniso. El hombre griego, en su cortejo báquico, en su danza pagana, despierta y exacerba las fuerzas de la naturaleza y las somete al poder armonioso del coro.
Durante la representación teatral griega, el canto del coro es el cogollo de la tragedia; es la suma de varios individuos fusionados en una sola voz, cantándole a la plenitud. Es a partir del coro que se desprenden enseguida los personajes célebres en la tragedia clásica (Esquilo, Sófocles, Eurípides): primeramente Dioniso, después los héroes y los dioses presentes en los poemas homéricos.
Gracias también al influjo dionisíaco del «espíritu de la música» sobre los elementos apolíneos —imágenes y conceptos, representados por la epopeya homérica— se logra, por medio de la tragedia, que el simbolismo adquiera una «significatividad suprema». La música, compenetrando lo dionisíaco con lo apolíneo, facilitó el nacimiento del «mito trágico», calificado por Nietzsche como «ejemplo significativo», «imagen compendiada del mundo» o «abreviatura de la apariencia». El mito y la música se situaban en el centro de la metafísica estética de los antiguos griegos, pues servían para conocer el mundo y hacerlo visible; es decir, formaban parte inseparable de la vida misma de los griegos. Esta visión dionisíaca del mundo o «sabiduría dionisíaca» estaría ausente del mundo moderno, al haberse instalado el mito en el terreno de la historia o de la realidad natural, signos de la decadencia en que se desenvuelve el «hombre carente de mitos» actual.

### El pensamiento trágico
Habiendo introducido esta concepción griega del teatro, Nietzsche entra en materia con una idea que él apreciará por el resto de su vida: el pensamiento trágico.
Podríase concebir el alma trágica como una aceptación del mundo tal y como es en su manifestación inmediata y en su aspereza, sin promesas, ni esperanzas, de algún «más allá». El alma trágica es gozo pleno de los placeres terrestres, así como también aceptación de los males y las miserias: los dramas de la vida del individuo son vividos con humildad y estoicismo. De nada servirá buscar algún ideal, alguna condición de vida perfecta que se imponga como modelo; se tiene que acoger en su plenitud a la vida, como lo hace el animal.
Nietzsche afirma que esta alma trágica salida de la tragedia se mantiene presente en las obras de los dos primeros poetas trágicos griegos, Esquilo y Sófocles, pero que irremediablemente se debilita con el posterior y tercero, Eurípides.

### Fin del pensamiento trágico y advenimiento del nihilismo
Para Nietzsche, es Eurípides el principal responsable de la muerte y desaparición de la filosofía trágica ya que es él quien rompe con el pesimismo, ese sentimiento que no era otra cosa más que el respeto hacia el estupor causado por los misterios y los sufrimientos del mundo. Con Eurípides surge el optimismo: una actitud ante el mundo que plantea de antemano un ideal, esta actitud se instalará de manera irreversible en el espíritu de los pueblos venideros. Efectivamente, la tragedia de Eurípides parece rechazar la participación del espectador en la escena y, más bien, lo coloca en una posición de crítico con respecto a lo que se desarrolla frente a sus ojos. El espectador se vuelve un «ilustrado», es decir, que los personajes de la tragedia le parecen simplemente emisarios de ideas que él podrá analizar y juzgar, en vez de simplemente apreciar en una tarea de contemplación puramente estética.
Es precisamente en esta observación que el estudio de Nietzsche desborda del simple campo de la estética, ya que Eurípides es a la tragedia lo que Sócrates es a la filosofía: un revolucionario esparciendo ideas nuevas. Crítico de la realidad en su simple apariencia sensible y estética, Sócrates es el veneno para la filosofía. Él divulga un positivismo con sus ideas, que lo izan como padre del racionalismo.
Las sociedades modernas son llanas herederas de Sócrates, pero también herederas de su discípulo, Platón (cuenta la leyenda que Platón quemó las tragedias que escribió en su juventud para poder ser discípulo de Sócrates: la relación con la dimensión dionisíaca permanecerá, sin embargo, ambigua en sus diálogos). Estas sociedades pierden el vínculo con la visión trágica del mundo, y buscan una verdad siempre asequible que parece esconderse más allá de la simple apariencia de las cosas, buscan un ideal, una moral. Dioniso se adormece y Apolo ya no brilla más que para las «ideas», quimeras que nos desconectan de la vida. Es el advenimiento en los pueblos de lo que Nietzsche llamó nihilismo.

### Dioniso y Apolo: dos fuerzas fundamentales
La tesis principal del libro establece que el arte se asienta sobre dos nociones fundamentales que los griegos de la época arcaica y de la época clásica, es decir, los griegos previos a Sócrates, supieron mezclar con el más grande ingenio. Estas dos nociones corresponden a dos impulsos fundamentales de la naturaleza que son simbolizados por dos dioses griegos: Dioniso y Apolo.
En este sentido, Nietzsche piensa que el politeísmo es más rico que el monoteísmo. Los dioses encarnan fuerzas irreconciliables: la armoniosa, arquitectónica, escultórica, Apolo; la terrible, nocturna y musical, Dioniso.
Apolo y Dioniso simbolizan, además, dos estados fisiológicos del ser humano: el sueño y la embriaguez; así como también dos impulsos vitales: la individuación y el desbordamiento.
A grandes rasgos, Nietzsche hace uso de las divinidades para poner de manifiesto la condición humana en su sentido más estricto y, a su vez, develar la lucha u oposición de fuerzas que se esconden en el seno de la naturaleza. Apolo simboliza el velo (las formas bellas/las creaciones artísticas que adornan la vida y la justifican) y Dioniso simboliza el sufrimiento, la muerte, la verdad de Sileno.
La conciliación de ambos impulsos se encuentra en la tragedia ática, que combina las formas bellas (las imágenes oníricas que proyectan los actores arriba del escenario) y la sabiduría trágica (la conciencia terrible de la finitud del hombre y su existencia sufriente).
La obra no es un mero tratado histórico, más bien procura esbozar un diagnóstico cultural. Nietzsche plantea que la hipertrofia de alguno de los elementos podría resultar nociva para el hombre. Un exceso de velo podría conducirlo al optimismo y al racionalismo; y un exceso de verdad podría conducirlo al suicidio o al ascetismo. De modo que ambos elementos son necesarios para que la vida pueda mantenerse en equilibrio.